# Lauro (volante)
Lauro Ferreira da Silva (Alegrete, 20 de junho de 1973) é um ex-futebolista brasileiro. Atualmente, é preparador físico da categoria sub-17 do Juventude.

## Carreira
Atuou como volante pelo Esporte Clube Juventude, onde foi capitão do time e ídolo da torcida. No dia 4 de maio de 2008, completou a notável marca de 500 jogos com a camisa alviverde. Anteriormente, em 7 de novembro de 2007, na partida contra a equipe do São Paulo, havia atingido outra grande marca, a de 200 jogos pelo Juventude em Campeonatos Brasileiros. 
Participou de 517 jogos com a camisa do Juventude, sendo o último deles um amistoso festivo contra o Grêmio, em 2010.
Lauro também fez parte do elenco do Palmeiras campeão da Copa Mercosul e da Copa do Brasil em 1998.
Em 15 de dezembro de 2010, contrariando o pensamento de muitos, que achavam que Lauro se aposentaria pelo Juventude, o jogador foi contratado pelo Esportivo.

## Títulos
Juventude
- Campeonato Brasileiro de Futebol de 1994 - Série B
- Campeonato Gaúcho de Futebol de 1998
- Copa do Brasil de Futebol de 1999

Palmeiras
- Copa do Brasil de Futebol de 1998

Paulista
- Campeonato Paulista - Série A2 - 2001
- Campeonato Brasileiro - Série C: 2001